# حزب المحافظين (كينيا)
حزب المحافظين الكيني هو حزب سياسي في كينيا. لم يكن له تاريخ طويل من النجاح الانتخابي، أو حتى النشاط، حتى تم الإبلاغ عن أن أعضاء ائتلاف اليوبيل للأحزاب يعتزمون تحويلها إلى حزب واحد لخوض الانتخابات العامة لعام 2017، والتي ينوي أوهورو كينياتا وويليام روتو من خلالها الحصول على إعادة انتخابهم كرئيس ونائب الرئيس على التوالي.  